# Medalla de la Campanya Americana
La Medalla de la Campanya Americana (anglès: American Campaign Medal) és una condecoració de campanya dels Estats Units, atorgada a qualsevol membre de l'Exèrcit dels Estats Units que servís al Teatre d'Operacions Americà durant la Segona Guerra Mundial. Va ser creada pel President Franklin D. Roosevelt mitjançant l'Ordre Executiva 9265, del 6 de novembre de 1942, i anunciada al Butlletí del Departament de Guerra 56 de 1942.

## Criteris de recepció
Atorgada al personal de les Forces Armades dels Estats Units per servir al Teatre Americà entre el 7 de desembre de 1941 i el 2 de març de 1946 sota qualsevol de les següents condicions:
- Per una destinació permanent fora dels límits continentals dels Estats Units
- Per una destinació permanent com a membre de la tripulació d'un vaixell navegant per les aigües oceàniques per un període de 30 dies consecutius ó 60 alterns
- Per una destinació permanent com a membre d'un avió fent vols regulars i freqüents sobre l'oceà durant un període de 30 dies
- Per una destinació permanent dins dels límits continentals dels Estats Units per un període d'un any
- Per una destinació fora dels límits continentals dels Estats Units com a passatger o en un destí temporal durant 30 dies consecutius o 60 alterns.
- Per rebre una condecoració de combat o un certificat pel comandant de cos pel combat actiu contra l'enemic.

Els límits dels Estats Units són els seus límits continentals, part de l'oceà Atlàntic, una porció d'Alaska i una porció de l'oceà Pacífic que envolta Califòrnia i la Baja Califòrnia.

## Història
La medalla va ser dissenyada per Thomas Hudson Jones; i el revers va ser dissenyat per A.A. Weinman, repetint el disseny de la Medalla de la Campanya Europea-Africana-Orient Mitjà i de la Medalla de la Campanya Asiàtica-Pacífica.
La Medalla de la Campanya Americana va ser atorgada només com a galó durant tota la Segona Guerra Mundial (aprovat pel Secretari de la Guerra el 24 de novembre de 1942), i només es creà com a medalla el 1948, sent anunciat a la Circular 48 del 25 de setembre de 1948i subseqüentment publicada al Reglament de l'Exèrcit 600-65 del mateix dia. El primer a rebre-la va ser el General d'Exèrcit George Marshall.
La Insígnia d'Operació de Combat de la Força de Marines de la Flota va ser autoritzada per a certs mariners.
És similar a la Medalla del Servei de Defensa Americana, que ja existia abans de l'entrada dels Estats Units a la Segona Guerra Mundial.
El galó també es pot fer servir com a corbata per a l'estendard d'unitat, si bé cap unitat la rebé.
Les Estrelles de Servei estaven autoritzades a qualsevol membre que hagués entrat en combat amb les forces de l'Eix al Teatre Americà. Això bàsicament es referia als membres de l'Exèrcit que formaven part de les patrulles anti-submarins a l'Atlàntic. Van haver 3 campanyes:
- Antisubmarina: 7/12/1941 – 2/9 de 1945
- Combat de terra*: 7/12/1941 – 2/9 de 1945
- Combat aeri*: 7/12/1941 – 2/9 de 1945

(* Aquestes campanyes no s'exhibeixen a les banderes de l'exèrcit)

## Disseny
Una medalla de bronze de 33 mm de diàmetre. A l'anvers apareix un creuer de la Marina a tota màquina amb un avió B-24 volant pel damunt, amb un submarí enemic enfonsant-se sobre 3 onades. Al fons apareixen alguns edificis, com a símbol de l'arsenal de la democràcia. Al damunt apareix la inscripció "AMERICAN CAMPAIGN." (Campanya Americana)
Al revers, apareix l'àliga calba dels Estats Units entre les dates "1941-1945" i la inscripció "UNITED STATES OF AMERICA".
Penja d'una cinta de 36 mm d'ample blava. Als costats hi ha dues franges de 7 mm en blanc-negre-vermell-blanc, i centrada hi ha una franja de 3 mm en blau fosc-blanc-vermell.
El color blau representa les Ameriques. La franja central blau fosc-blanc-vermell (presa de la Medalla del Servei de Defensa Americana) es refereix a la continuació de la lluita després de Pearl Harbor. Les franges blanques i negres es refereixen a la lluita contra Alemanya a la costa Atlàntica, mentre que les franges blanca i vermella es refereixen a la lluita contra Japó a la costa del Pacífic.

## Per llegis més
- Foster, Frank C. A complete guide to all United States military medals, 1939 to present.  Fountain Inn, S.C.: MOA Press, 2002. ISBN 1-884-45218-3. OCLC 54755134.

- Kerrigan, Evans E. American war medals and decorations.  New York: Viking Press, 1971. ISBN 0-670-12101-0. OCLC 128058.
- Kerrigan, Evans E. American medals and decorations.  Noroton Heights, CT: Medallic, 1990. ISBN 0-792-45082-5. OCLC 21467942.
- Robles, Philip K. United States military medals and ribbons.  Rutland, VT: C. E. Tuttle, 1971. ISBN 0-804-80048-0. OCLC 199721.